# Luciano Spinosi
Luciano Spinosi (ur. 9 maja 1950 w Rzymie), piłkarz włoski grający na pozycji bocznego obrońcy.

## Kariera klubowa
Pierwszym klubem Spinosiego w karierze był Tevere Roma, w którym przez 2 lata grał w Serie D. W 1967 roku został on piłkarzem AS Roma. W Serie A zadebiutował 12 maja 1968 w przegranym 1:2 wyjazdowym meczu z Torino Calcio. W 1969 będąc rezerwowym zdobył Puchar Włoch. W sezonie 1969/1970 był już podstawowym zawodnikiem zespołu. Dotarł z nim do półfinału Pucharu Zdobywców Pucharów, w którym wraz z kolegami klubowymi toczył zacięte boje z Górnikiem Zabrze. W pierwszym meczu w Rzymie padł remis 1:1, w drugim w Chorzowie remis 2:2, a w trzecim decydującym w Strasburgu także remis 1:1. O odpadnięciu Romy zadecydował wówczas rzut monetą.
W 1970 roku Spinosi przeszedł do Juventusu Turyn i od początku miał pewne miejsce w składzie. W 1972 roku po raz pierwszy w karierze został mistrzem Włoch, a rok później powtórzył to osiągnięcie. W 1973 dotarł z "Juve" do finału Pucharu Mistrzów, ale nie wystąpił w przegranym 0:1 meczu z Ajaksem Amsterdam. W 1974 roku zostawał wicemistrzem kraju, w 1975 - mistrzem, w 1976 - wicemistrzem, a w 1977 i 1978 dwukrotnie z rzędu wywalczył prymat we Włoszech. Dodatkowo w 1977 roku zdobył Puchar UEFA.
W 1978 roku Spinosi wrócił do Romy. Dwukrotnie w latach 1980 i 1981 zdobywał krajowy puchar. Został też wicemistrzem Włoch (1981) i zajął 3. miejsce w Serie A (1982). Sezon 1982/1983 Luciano spędził w Hellas Werona, z którym zajął 4. pozycję w lidze. Następnie trafił do A.C. Milan, gdzie przez rok był rezerwowym, a karierę zakończył w 1985 roku w grającej w Serie B Cesenie.
| Sezon   | Klub           | Kraj   | Rozgrywki         | Mecze | Bramki |
| ------- | -------------- | ------ | ----------------- | ----- | ------ |
| 1967/68 | AS Roma        | Włochy | Serie A           | 1     | 0      |
| 1968/69 | AS Roma        | Włochy | Serie A           | 12    | 1      |
| 1969/70 | AS Roma        | Włochy | Serie A           | 24    | 3      |
| 1970/71 | Juventus Turyn | Włochy | Serie A           | 28    | 0      |
| 1971/72 | Juventus Turyn | Włochy | Serie A           | 30    | 1      |
| 1972/73 | Juventus Turyn | Włochy | Serie A           | 25    | 0      |
| 1973/74 | Juventus Turyn | Włochy | Serie A           | 29    | 0      |
| 1974/75 | Juventus Turyn | Włochy | Serie A           | 7     | 0      |
| 1975/76 | Juventus Turyn | Włochy | Serie A           | 7     | 0      |
| 1976/77 | Juventus Turyn | Włochy | Serie A           | 7     | 0      |
| 1977/78 | Juventus Turyn | Włochy | Serie A           | 5     | 0      |
| 1978/79 | AS Roma        | Włochy | Serie A           | 21    | 0      |
| 1979/80 | AS Roma        | Włochy | Serie A           | 9     | 0      |
| 1980/81 | AS Roma        | Włochy | Serie A           | 29    | 0      |
| 1981/82 | AS Roma        | Włochy | Serie A           | 18    | 1      |
| 1982/83 | Hellas Werona  | Włochy | Serie A           | 30    | 0      |
| 1983/84 | A.C. Milan     | Włochy | Serie A           | 18    | 0      |
| 1984/85 | AC Cesena      | Włochy | Serie B           | 22    | 0      |
|         |                |        | Łącznie w Serie A | 300   | 6      |

## Kariera reprezentacyjna
W latach 1969–1971 Spinosi występował w młodzieżowej reprezentacji Włoch U-21. W pierwszej reprezentacji zadebiutował 9 czerwca 1971 w zremisowanym 0:0 meczu ze Szwecją. W 1972 roku wystąpił w ćwierćfinale Euro 72, w którym Włosi ulegli 1:2 Belgii. W 1974 roku został powołany przez Ferrucia Valcareggiego do kadry na Mistrzostwa Świata 1974. Tam był podstawowym zawodnikiem i wystąpił we wszystkich trzech spotkaniach grupowych: wygranym 3:1 z Haiti, zremisowanym 1:1 z Argentyną i przegranym 1:2 z Polską. W kadrze narodowej zagrał 19 razy i zdobył 1 gola.

## Kariera trenerska
W sezonie 1988/1989 Spinosi objął zespół AS Roma zastępując Nilsa Liedholma. Zajął z nim 7. miejsce w Serie A, a po sezonie został zastąpiony przez Luigiego Radice. Trenował też piłkarzy US Lecce i Ternany Calcio.